# Aliso Viejo
Aliso Viejo, fundada el 1 de julio de 2001, es una ciudad ubicada en el condado de Orange en el estado estadounidense de California. En el año 2010, la ciudad tenía una población de 46,123 habitantes y una densidad poblacional de 1,740.49 personas por km². 

## Geografía
Aliso Viejo se encuentra ubicada en las coordenadas 33°34′30″N 117°43′32″O / 33.57500, -117.72556. Según la Oficina del Censo, la ciudad tiene un área total de 26,5 km² (10,2 mi²), de la cual 26,5 km² (10,2 mi²) es tierra y 0 km² (0 mi²) (0.0%) es agua.

## Demografía
Según la Oficina del Censo, los ingresos medios por hogar en la localidad eran de $92,280, y los ingresos medios por familia eran $99,853. Los hombres tenían unos ingresos medios de $61,316 frente a los $44,190 para las mujeres. La renta per cápita para el condado era de $35,244. Alrededor del 14.3% de la población estaban por debajo del umbral de pobreza.